# 连续优化
连续优化是应用数学中最优化的一个分支。
连续优化目标函数的变量与离散优化相对，必须是连续变量，即从没有间隙（实线的区间）的实值集中选择。由于这种连续性假设，连续优化可应用微积分技术。